# Спирит (група)
„Спирит“ (на английски: Spirit) е американска рок група.
Създадена през 1967 година в Лос Анджелис, тя съществува с няколко прекъсвания до 1997 година, когато умира вокалистът и китарист Ранди Калифорния. Групата има еклектичен стил, обхващащ психеделичен рок, фолк рок и джаз. След няколко обещаващи албума в края на 60-те години първоначалният състав се разделя, без да постигне голям търговски успех.